# Nečekané setkání
Nečekané setkání (v anglickém originále Unexpected) je epizoda seriálu  Star Trek: Enterprise. Jde o pátý díl první řady pátého seriálu ze světa Star Treku.

## Děj
Enterprise sužují drobné poruchy, kvůli kterým je dokonce přinucena opustit warp. T'Pol záhy objevila, že výtok plazmatu z lodi něco ruší a po menším pokusu objevili v brázdě za Enterprise cizí loď. Cizinci ihned odpověděli na volání – byli mírumilovní, měli jen poškozené motory a přilepšovali si na úkor Enterprise.
Trip byl vyslán na jejich loď, aby jim jejich warpové motory opravil. Jejich rasa se nazývá Xyrilliané a jsou to humanoidi, avšak jejich podmínky života jsou různé, takže Trip musel podstoupit tři hodiny dekompresního procesu, ale i tak měl ze začátku na xyrillianské lodi problémy. Jejich motory opravil. Celou dobu ho provázela jejich inženýrka, která se mu trochu líbila. Ukázala Tripovi jejich holografii, která na něj udělala velký dojem, protože byla velmi pokročilá. Zahrála si s Tripem takovou hru, při které ponořili ruce do misky bílých granulí a navzájem si byli schopni číst myšlenky. Po dekompresním procesu se zase vrátil na Enterprise a každá loď pokračovala svou cestou.
Po několika dnech si však Trip všiml problémů – na ruce mu vyrostla bradavka. Doktor mu vysvětlil, že Xyrilliané se rozmnožují sice mu neznámým způsobem, ale nositelem plodu je samec, což se právě Tripovi stalo. Dalo by se říci, že byl těhotný a na boku mu rostl vak s plodem. Vykazoval typické známky těhotenství. Po menším vyšetřování se dospělo k tomu, že aktem rozmnožování byla pravděpodobně hra s oblázky.
Nyní byl největší problém Xyrilliany znovu najít. Podařilo se to až po několika dnech, kdy znovu parazitovali na lodi, jenže tentokrát to byl klingonský bitevní křižník. Jen díky skutečnosti, že právě Enterprise dovezla Klingona Klanga domů, Klingoni Enterprise nezničili a nakonec souhlasili s tím, aby mohl Trip na jejich palubu. Tam ho zbavili plodu (inženýrka se mu omlouvala, že nevěděla, že by to mohlo fungovat i u jiných druhů). Klingoni zase dostali od Xyrillianů onu holografickou technologii a na oplátku je nechali Klingoni jít. Celkově se chovali Klingoni velice agresivně a pohrozili Enterprise, že teď jejich dluh vůči Enterprise za Klanga splatili a budou litovat, až se s nimi příště potkají.